# Ctenus erythrochelis
Ctenus erythrochelis är en spindelart som först beskrevs av Simon 1876.  Ctenus erythrochelis ingår i släktet Ctenus och familjen Ctenidae. Inga underarter finns listade i Catalogue of Life.